# Haven van Ouddorp

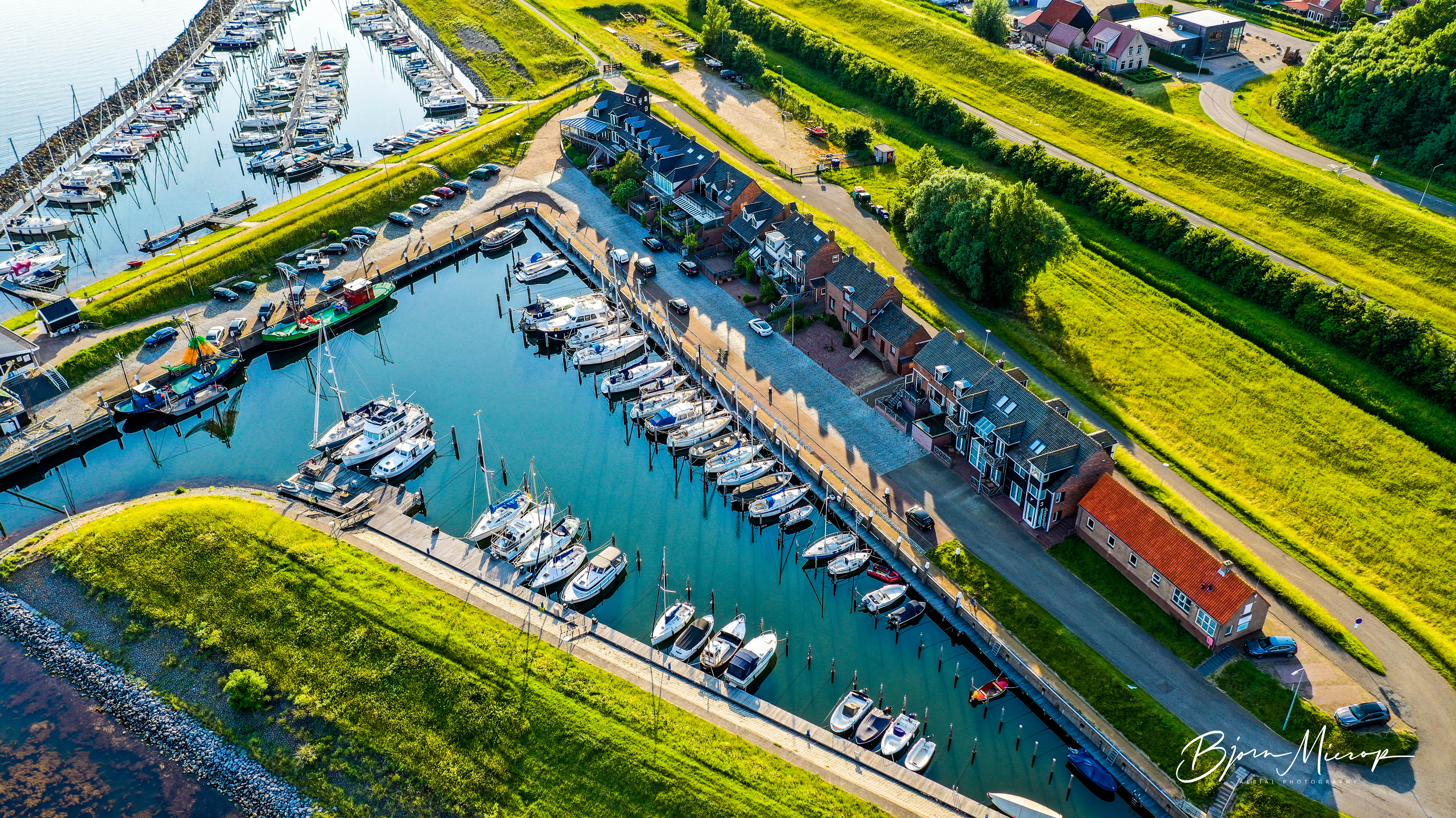
De oude haven van Ouddorp (met op de achtergrond de nieuwe haven)

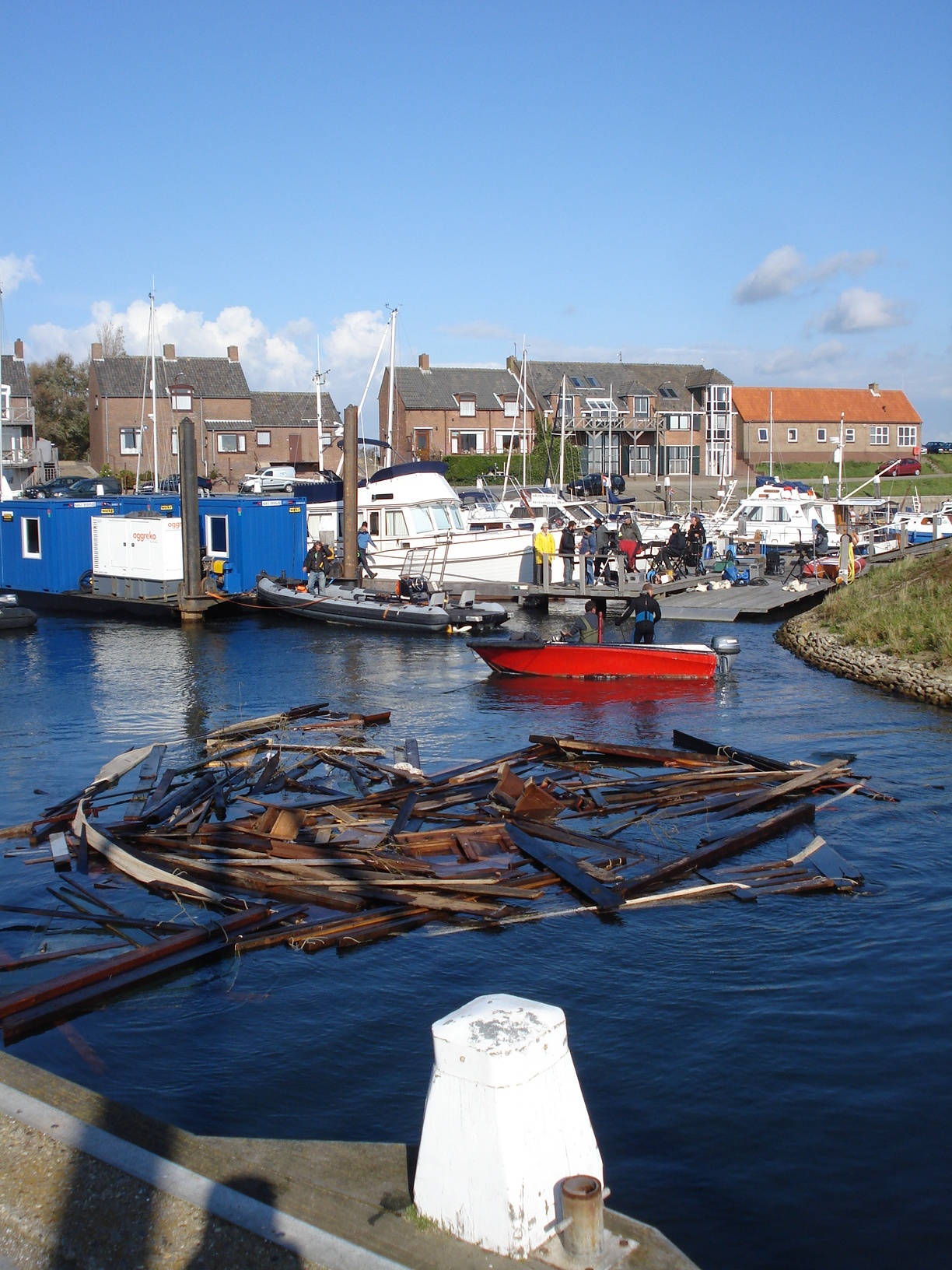
Filmopnamen voor de film De Storm in 2008

De Haven van Ouddorp is een haven ten zuiden van de dorpskern van Ouddorp gelegen aan het Grevelingenmeer. De haven is in 1860 en 1861 aangelegd ter vervanging van de dichtslibbende Kilhaven, die meer westelijk was gelegen.
Halverwege de 19e eeuw werd de visserij van meer betekenis voor het dorp. Tot dan toe was Ouddorp vooral een landbouwdorp geweest. Er waren wel vissers, die hun schepen op het strand trokken bij Visschershoek. Op 8 augustus 1860 wordt de aanleg openbaar aanbesteed op het raadhuis van Ouddorp door burgemeester Bernardus Pieter van Kerkwijk. Na aanleg van de haven werd een kade van rijshout aangebracht. Langs de kade ontstond al snel bebouwing, een rij woningen met pakhuizen en twee cafés, die allen op last van de Duitse bezetter in 1944 werden afgebroken. 
Na de Tweede Wereldoorlog leent de gemeente Ouddorp 125.000 gulden om een betonnen kademuur te kunnen financieren. Dit werk wordt in 1949 uitgevoerd door de firma Bezuijen. In 1953 zijn alle woningen langs de haven verwoest tijdens de Watersnoodramp. Een week later heeft de drijvende bok Hercules, met een hefvermogen van tachtig ton, de Ouddorpse haven weer vrijgemaakt, Het schip Hoop op Welvaart was zo'n honderd meter naar het oosten, midden op de dijk, terechtgekomen. Het vissersschip OD-11 lag ernaast en werd eerst geborgen. In de jaren 50 wordt alle bebouwing weer opgebouwd. In de directe omgeving van de haven werd de vroegere meekrapstoof De Stove, toen die niet meer in bedrijf was, als garnalenpellerij in gebruik genomen. Tot 1971 blijft de vissersvloot van Ouddorp, bestaande uit circa 20 stalen viskotters in de haven. Na het gereedkomen van de Brouwersdam vertrekken de vissers (op enkele palingvissers na) naar de Deltahaven nabij de Haringvlietsluizen. Hierna krijgt de haven een nieuwe functie als jachthaven. Door de aanleg van de Rijksweg 57 wordt de haven afgesneden van de rest van het dorp en ontstaat in feite een apart 'dorpje', slechts bereikbaar via een verderop gelegen viaduct. In de jaren 90 wordt aan de westzijde een tweede jachthaven aangelegd. De haven telt 175 ligplaatsen.

## Visdrogerij
Na de Tweede Wereldoorlog is achter de woningen van de haven een visdrogerij gebouwd. Omdat er toen gebrek was aan vismeel, werden de voor menselijke consumptie afgekeurde vis en het visafval daar op ijzeren platen gedroogd. Omdat dat veel stank gaf stond de fabriek buiten het dorp. Later heeft de fabriek een andere bestemming gekregen en wel als drogerij voor gladiolenbollen. Toen werd het De Gladro. In 1975 is het gebouw gesloopt, gelijktijdig met de Stoom Meekrapfabriek De Onderneming (De Stove). 